# Große Synagoge (Leschniw)

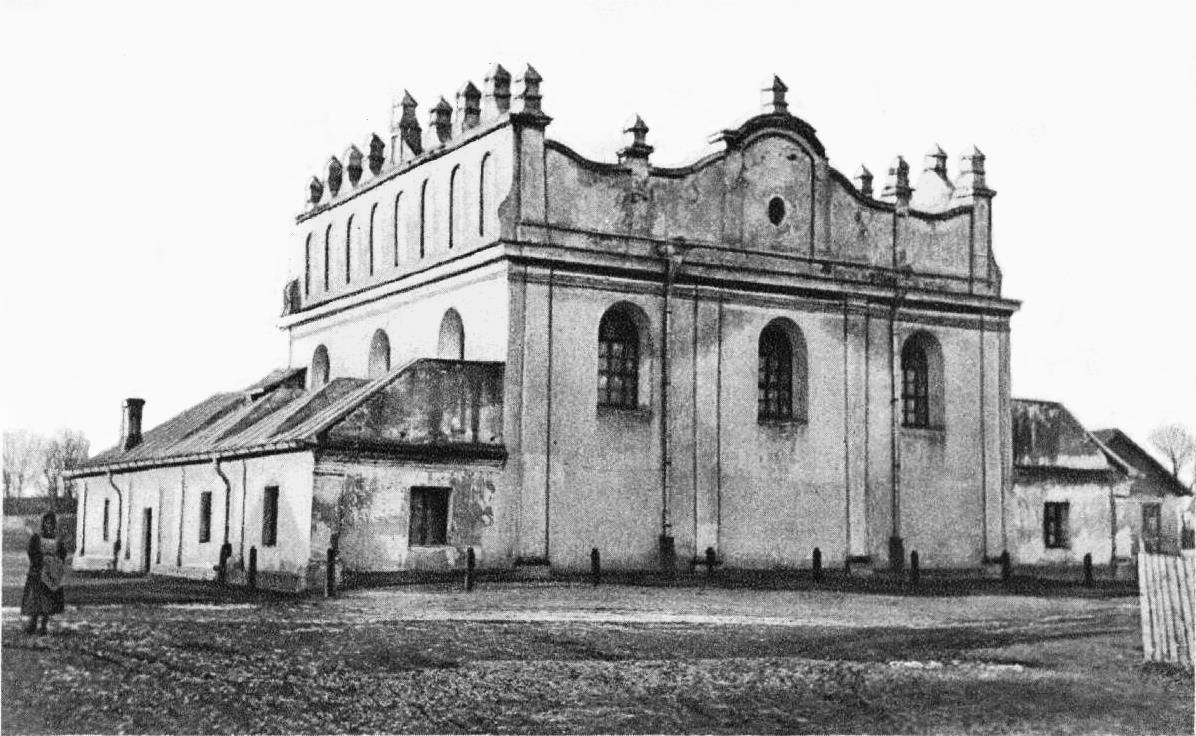
Synagoge vor dem 2. Weltkrieg

Die Große Synagoge in Leschniw, einer Stadt in der Oblast Lwiw im Westen der Ukraine, wurde im 17. Jahrhundert gebaut und im Zweiten Weltkrieg zerstört.

## Geschichte
Die Synagoge wurde circa 1677 an Stelle einer 50 Jahre vorher erbauten hölzernen Synagoge errichtet. Die jüdische Gemeinde von Leschniw war arm, so dass das Gebäude bereits 1880 in einem sehr schlechten Zustand war; Reparaturen des Daches in 1889 bewirkten nur wenig. Gewöhnlich wurden Privathäuser für die Gebete benutzt; nur an hohen Feiertagen versammelte sich die Gemeinde in der Synagoge. 1912 bis 1914 wurden Ausbesserungen durchgeführt. Im Ersten Weltkrieg wurde das Gebäude teilweise beschädigt.
Nach dem Krieg kam Leschniw zu Polen und die Synagoge wurde Mitte der 1930er Jahre restauriert.
Im Zweiten Weltkrieg wurde sie zerstört und die Reste der Ruine wurden Ende der 1950er Jahre endgültig abgerissen.

## Architektur
Das Gebäude hatte eine kubische Form; der Innenraum war mit 15,65 × 15 m nahezu quadratisch. Die Höhe bis zum Gesims war 11,50 m. Das Walmdach wurde durch eine Attika unterschiedlicher Form an den Ost-West und Nord-Süd Seiten verdeckt.
An den Seitenwänden befanden sich jeweils drei Rundbogenfenster. Flache, schmale Pilaster unterteilten die Wände zusätzlich. An drei Seiten befanden sich niedrige Anbauten.
Im Inneren war die Haupthalle durch vier Pfeiler in neun gleichmäßige Felder unterteilt.